# Рагхунатха Бхатта Госвами
Рагхуна́тха Бха́тта Госва́ми (IAST: Raghunātha Bhaṭṭa Gosvāmī; 1505—1579) — индуистский кришнаитский святой, ученик основоположника гаудия-вайшнавизма Чайтаньи Махапрабху; принадлежал к группе кришнаитских святых, известных как вриндаванские госвами.
Рагхунатха Бхатта Госвами родился в вайшнавской семье в Восточной Бенгалии. Его отец, Тапана Мишра, часто приглашал Чайтанью Махапрабху отобедать у себя дома. Когда Чайтанья посещал их дом, Рагхунатха Бхатта часто массировал его стопы.
Юность Рагхунатха Бхатта провёл изучая санскрит и священные писания. Он превратился в глубокого знатока санскритской грамматики и риторики, а также вайшнавских текстов. После того как он завершил своё формальное образование, Тапана Мишра отослал его в Пури, где тот снова встретился с Чайтаньей Махапрабху. Рагхунатха Бхатта провёл восемь месяцев в служении Чайтанье, ежедневно приготавливая ему пищу.  
В «Чайтанья-чаритамрите» говорится, что Рагхунатха Бхатта был очень опытен в декламации «Шримад-Бхагаватам» и был искусен в приготовлении пищи: всё, что бы он ни приготовил, было подобно нектару. Чайтанья Махапрабху получал огромное наслаждение, когда принимал пищу, приготовленную им, а сам Рагхунатха Бхатта обычно ел остатки пищи Чайтаньи. Описывается, что однажды, удовлетворённый служением Рагхунатхи Бхатты, Чайтанья благословил его, дав ему орехи бетеля, предложенные мурти Джаганнатхи, и гирлянду из священного растения туласи, которая, как описывается, была длиной около четырнадцати локтей.
После смерти своих родителей, Рагхунатха Бхатта возвратился в Пури, где провёл ещё восемь месяцев в служении Чайтанье. После этого Чайтанья отослал его во Вриндаван, и наказал ему изучать «Шримад-Бхагаватам» и другие писания под руководством Рупы и Санатаны Госвами. Именно в это время Рагхунатха Бхатта стал одним из членов группы вриндаванских госвами. Кроме того, Чайтанья попросил Рагхунатху Бхатту не жениться и остаться брахмачари. 
Описывается, что Рагхунатха Бхатта был настолько искусен в декламации «Шримад-Бхагаватам», что мог читать на три различных мотива буквально каждый из стихов. Он никогда не разговаривал на мирские темы, а постоянно слушал о Кришне. Он не мог слышать какую-либо критику по отношению к вайшнавам. Даже если и случалось нечто достойное критики, он обычно говорил, что поскольку все вайшнавы заняты служением Богу, он не собирается обращать внимания на их недостатки.
Последний период своей жизни Рагхунатха Бхатта Госвами провёл рядом со священным озером Радха-кунда, в маленькой хижине. Некоторое время после смерти Рагхунатхи Бхатты, его ученики построили во Вриндаване храм Шри Гауры-Говинды. 
В «Гаура-ганоддеша-дипике», стих 185, говорится, что Рагхунатха Бхатта Госвами прежде был гопи по имени Рага-манджари.